# Luật doanh nghiệp
Luật doanh nghiệp (còn được gọi là luật kinh doanh hoặc luật công ty) là lĩnh vực pháp luật điều chỉnh các quyền, quan hệ và hành vi của người, công ty, tổ chức và doanh nghiệp. Thuật ngữ này đề cập đến thực tiễn pháp lý của pháp luật liên quan đến các tập đoàn, hoặc lý thuyết của các công ty. Luật doanh nghiệp thường mô tả luật liên quan đến các vấn đề xuất phát trực tiếp từ vòng đời của một tập đoàn. Do đó, nó bao gồm việc hình thành, tài trợ, quản trị và cái chết của một công ty.
Trong khi bản chất của việc quản trị doanh nghiệp được nhân cách hóa bởi quyền sở hữu cổ phần, thị trường vốn và quy tắc văn hóa kinh doanh khác nhau, các đặc điểm pháp lý tương tự - và các vấn đề pháp lý - tồn tại trên nhiều khu vực pháp lý. Luật doanh nghiệp quy định cách các tập đoàn, nhà đầu tư, cổ đông, giám đốc, nhân viên, chủ nợ và các bên liên quan khác như người tiêu dùng, cộng đồng và môi trường tương tác với nhau. Trong khi thuật ngữ luật công ty hoặc luật kinh doanh được sử dụng thay thế cho luật doanh nghiệp, luật kinh doanh thường đề cập đến các khái niệm rộng hơn về luật thương mại, nghĩa là luật liên quan đến các hoạt động thương mại hoặc kinh doanh. Trong một số trường hợp, điều này có thể bao gồm các vấn đề liên quan đến quản trị doanh nghiệp hoặc luật tài chính. Khi được sử dụng thay thế cho luật doanh nghiệp, luật kinh doanh có nghĩa là luật liên quan đến tập đoàn kinh doanh (hoặc doanh nghiệp kinh doanh), tức là huy động vốn (thông qua vốn chủ sở hữu hoặc nợ), thành lập công ty, đăng ký.
Tại Việt Nam, Luật Doanh nghiệp đang được áp dụng là Luật Doanh nghiệp 2020 số 59/2020/QH14. So với Luật năm 2014, Luật này có nhiều điểm mới như: Bổ sung thêm 01 nhóm đối tượng không được thành lập và quản lý doanh nghiệp tại Việt Nam, là: Tổ chức là pháp nhân thương mại bị cấm kinh doanh, cấm hoạt động trong một số lĩnh vực nhất định theo quy định của Bộ luật Hình sự. Bên cạnh đó, những người có khó khăn trong nhận thức, làm chủ hành vi cũng thuộc nhóm đối tượng không được thành lập và quản lý doanh nghiệp. Đáng chú ý, Luật Luật Doanh nghiệp 2020 cũng đã bỏ quy định cổ đông hoặc nhóm cổ đông phải sở hữu tổng số cổ phần phổ thông trong thời hạn liên tục ít nhất 06 tháng như quy định cũ. Thay vào đó, cổ đông hoặc nhóm cổ đông sở hữu từ 05% (quy định cũ là 10%) tổng số cổ phần phổ thông trở lên hoặc một tỷ lệ khác nhỏ hơn.